# فرانک فیدس
فرانک فیدس (انگلیسی: Frank Fiddes; ۱۶ ژوئیهٔ ۱۹۰۶ – ۲۶ مارس ۱۹۸۱) قایقران روئینگ اهل کانادا بود.